# Rafał T. Prinke
Rafał T. Prinke (ur. 18 stycznia 1955 w Poznaniu) – polski genealog i historyk. Doktor habilitowany nauk humanistycznych.

## Życiorys
W 1973 ukończył VIII Liceum Ogólnokształcące w Poznaniu, a w 1977 filologię angielską na Uniwersytecie im. Adama Mickiewicza w Poznaniu. 
W 2000 uzyskał doktorat z historii w IH UAM na podstawie rozprawy Model komputerowej analizy źródeł historycznych (promotor: Jerzy Wisłocki), a  w 2015 habilitację w Instytucie Historii Nauki im. Ludwika i Aleksandra Birkenmajerów Polskiej Akademii Nauk w Warszawie w oparciu o dorobek naukowy i rozprawę Piśmiennictwo alchemiczne do końca XVIII wieku.
Jest adiunktem w Katedrze Turystyki i Rekreacji Akademii Wychowania Fizycznego im. Eugeniusza Piaseckiego w Poznaniu.
Żonaty, ma dwóch synów.

## Publikacje
- Mandala Życia. Astrologia – mity i rzeczywistość, t. 1-2 (1982) – wspólnie z Leszkiem Weresem
- Wiedza hermetyczna. Systematyka dziedzin niewyjaśnionych (1984)
- Vademecum polskiego astrologa, t. 1-2 (1986)
- Madzong. Gra chińskich filozofów (1986)
- Tarot - dzieje niezwyklej talii kart (1991)
- Poradnik genealoga amatora (1993)
- Nowy almanach błękitny (współautor, 1993)
- Królewska krew. Polscy potomkowie Piastów i innych dynastii panujących (współautor, 1997)
- Fontes ex machina. Komputerowa analiza źródeł historycznych (2000)
- Zwodniczy ogród błędów. Piśmiennictwo alchemiczne do końca XVIII wieku (2014)